# Palacio de los Duques de Osuna (Aranjuez)
El palacio de los Duques de Osuna o palacio de Farinelli es un edificio de estilo neoclásico construido en 1751 en Aranjuez (Madrid, España).

## Historia
La construcción del palacio se inició en 1750 como un encargo, sobre la base de una casa ya existente, del rey Fernando VI al arquitecto Giacomo Bonavia, para el uso exclusivo del castrato Farinelli. La casa estuvo lista ya en 1751. Farinelli llegó a España en agosto de 1737 e iba a quedarse solo unos meses, pero acabó viviendo casi veinticinco años como músico de la corte de Felipe V y de Fernando VI. A la muerte de este último, Farinelli cayó en desgracia y fue desterrado por Carlos III en 1760. El inmueble pasó a ser propiedad de la Corona durante veinte años (aunque Farinelli fue indemnizado con el coste del palacio, 16.250 reales de vellón) antes de ser adquirido en 1787 por los novenos duques de Osuna, que encargaron su ampliación a Juan de Villanueva entre 1787 y 1795. Permaneció en manos de los duques de Osuna hasta que Mariano Téllez-Girón, XII duque de Osuna, abocado a la ruina, tuvo que venderlo a finales del siglo XIX. Fue cuando se dividió en dos el palacio y el alcalde de Aranjuez de entonces, Juan Richer Turión, se hace con la planta baja o principal.
Un incendio ocurrido el 2 de mayo de 2018 destruyó la cubierta del inmueble y provocó que el tejado se derrumbase sobre la planta superior. También provocó daños en otros edificios colindantes.

## Protección
El inmueble, incluido dentro del perímetro del Conjunto Histórico-Artístico de Aranjuez —declarado Bien de Interés Cultural por la Comunidad de Madrid en 1983—, pasó a figurar en la Lista Roja del Patrimonio de la asociación Hispania Nostra el 3 de marzo de 2014.